# Agrotis bimaculata
Agrotis bimaculata là một loài bướm đêm trong họ Noctuidae.